# Ломар (Португалия)
Ломар (порт. Lomar) — район (фрегезия) в Португалии, входит в округ Брага. Является составной частью муниципалитета Брага. Находится в составе крупной городской агломерации Большое Минью. По старому административному делению входил в провинцию Минью. Входит в экономико-статистический субрегион Каваду, который входит в Северный регион. Население составляет 5546 человек на 2001 год. Занимает площадь 2,81 км².